# If You Walkin' Alone
If You Walkin' Alone è il secondo singolo della cantautrice statunitense Donna Summer, accreditata come Donna Gaines, suo nome di battesimo, pubblicato nel 1969 dall'etichetta discografica Philips Records.

## Descrizione
Tra i fan della cantante girano poche informazioni riguardo a questa canzone, se non che è stato pubblicato in Germania nel 1969 dalla Philips Records e che è stato scritto dalla stessa Donna Gaines; il singolo non è mai entrato nelle classifiche e oggi risulta essere un oggetto da collezione estremamente raro per i collezionisti. Dovrebbe essere stato rilasciato nel periodo in cui la Gaines viveva in Germania, dopo essersi trasferita lì alcuni anni prima per recitare in una tournée del musical Hair, oltre che in molti altri musical e nell'Opera Folk viennese. Nel 1974 la cantante cominciò a lavorare con Giorgio Moroder e Pete Bellotte e a pubblicare nuovi singoli con il suo nome da sposata, Donna Summer, derivato dal cognome del marito, l'attore Helmut Sommer, sposato nel 1972, e anglicizzato in Summer per crearsi un nuovo nome d'arte. La Summer, Moroder e Bellotte creeranno una lunga collaborazione che porterà Donna a diventare una delle più importanti cantanti disco durante gli anni '70.

## Tracce
Singolo
1. If You Walkin' Alone – 2:41 (Donna Gaines - Hans Hammerschmied)
2. Can't Understand – 3:48 (Donna Gaines - Hans Hammerschmied)